# Lita Ford
Lita Rossana Ford (ur. 19 września 1958) – amerykańska gitarzystka i wokalistka heavymetalowa, odnosząca największe sukcesy w latach osiemdziesiątych.
Urodziła się w Londynie, jej matka była Włoszką, a ojciec Anglikiem. Kiedy miała 3 lata, jej rodzina przeniosła się do USA. W wieku 16 lat została członkinią hardrockowego zespołu The Runaways, a po jego rozpadzie w 1979 postanowiła rozpocząć karierę solową. Jej dwa pierwsze albumy miały umiarkowane powodzenie.
W 1985 była nominowana do nagrody Grammy dla najlepszej rockowej wokalistki wraz z Wendy O. Williams i Pią Zadorą. W 1988, gdy jej menedżerką była Sharon Osbourne, odniosła swój największy sukces dzięki balladzie rockowej "Close My Eyes Forever" śpiewanej w duecie z Ozzym Osbournem.
W 2009 roku Ford została sklasyfikowana na 38. miejscu listy 50 najlepszych heavymetalowych frontmanów wszech czasów według Roadrunner Records.

## Życie prywatne
W życiu prywatnym w latach 1986–1992 jej mężem był Chris Holmes z zespołu W.A.S.P. Potem była związana z takimi muzykami jak Nikki Sixx i Tony Iommi. Jej ostatnim mężem był Jim Gillette z zespołu Nitro, z którym rozwiodła się w 2010. Ma z nim dwóch synów, Jamesa oraz Rocco.

## Publikacje
- Living Like a Runaway: A Memoir, 2016, Dey Street Books, ISBN 978-0-06-227064-1

## Dyskografia
| Out for Blood               | - Data: 1983 - Wydawca: Mercury Records                | –  | –   | –  | –  | —  |                                           |
| Dancin’ on the Edge         | - Data: 1984 - Wydawca: Mercury Records                | 96 | 66  | –  | –  | —  |                                           |
| Lita                        | - Data: 1988 - Wydawca: RCA Records                    | 58 | 29  | 45 | –  | —  | - USA: platynowa płyta - CAN: złota płyta |
| Stiletto                    | - Data: 1990 - Wydawca: RCA Records                    | 66 | 52  | –  | 36 | 26 |                                           |
| Dangerous Curves            | - Data: 1991 - Wydawca: Spitfire Records               | 51 | 132 | –  | –  | —  |                                           |
| Black                       | - Data: 14 lutego 1995 - Wydawca: ZYX Music            | –  | –   | –  | –  | —  |                                           |
| Wicked Wonderland           | - Data: 15 września 2009 - Wydawca: JLRG Entertainment | –  | –   | –  | –  | —  |                                           |
| Living Like A Runaway       | - Data: 28 maja 2012 - Wydawca: SPV / Steamhammer      | –  | –   | –  | –  | —  |                                           |
| "—" album nie był notowany. |                                                        |    |     |    |    |    |                                           |

## Gry wideo
| Tytuł         | Rok  | Rola      | Uwagi                                                            | Źródło |
| ------------- | ---- | --------- | ---------------------------------------------------------------- | ------ |
| Brütal Legend | 2009 | jako Rima | rola dubbingowana, RTS, Double Fine Productions, Electronic Arts | [ 16 ] |

## Filmografia
| Tytuł                                                     | Rok  | Rola          | Uwagi                                          | Źródło |
| --------------------------------------------------------- | ---- | ------------- | ---------------------------------------------- | ------ |
| "Rock and Roll Roast of Dee Snider"                       | 2013 | jako ona sama | roast, reżyseria: Luke Harrison, Bryan Beasley | [ 17 ] |
| "The Life, Blood and Rhythm of Randy Castillo"            | 2014 | jako ona sama | film dokumentalny, reżyseria: Wynn Ponder      | [ 18 ] |
| "The Joy of the Guitar Riff"                              | 2014 | jako ona sama | film dokumentalny, reżyseria: Sam Bridger      | [ 19 ] |
| "Girl in a Band: Tales from the Rock ’n’ Roll Front Line" | 2015 | jako ona sama | film dokumentalny, reżyseria: Dione Newton     | [ 20 ] |